# Rolf
Rolf  è un nome proprio di persona tedesco, svedese, danese, norvegese e inglese maschile.

## Varianti
- Inglese: Rolph[1], Rollo[1], Rolo[1]
- Norvegese: Rolv
- Svedese
  - Alterati: Roffe[1]

### Varianti in altre lingue
- Esperanto: Rolfo
- Francese medio: Roul[1]
- Germanico: Hrolf[1]
- Islandese: Hrólfur
- Medio inglese: Roul[1]
- Normanno: Roul[1]
- Norreno: Hrólfr[1]

## Origine e diffusione
Deriva dal germanico Hrolf o dalla sua forma norrena Hrólfr, che erano ipocoristici del nome Rodolfo. Più tipico della Germania e della Scandinavia, in Inghilterra venne introdotto dai Normanni, dove però ebbe vita breve; attualmente vi è usato solo occasionalmente, come prestito dal tedesco.
Tramite la latinizzazione della forma normanna Roul si ebbe la variante inglese Rollo, che è comunemente in uso dal XIX secolo.

## Onomastico
L'onomastico si festeggia lo stesso giorno di Rodolfo, cioè generalmente il 17 ottobre in memoria di san Rodolfo Gabrielli, vescovo.

## Persone

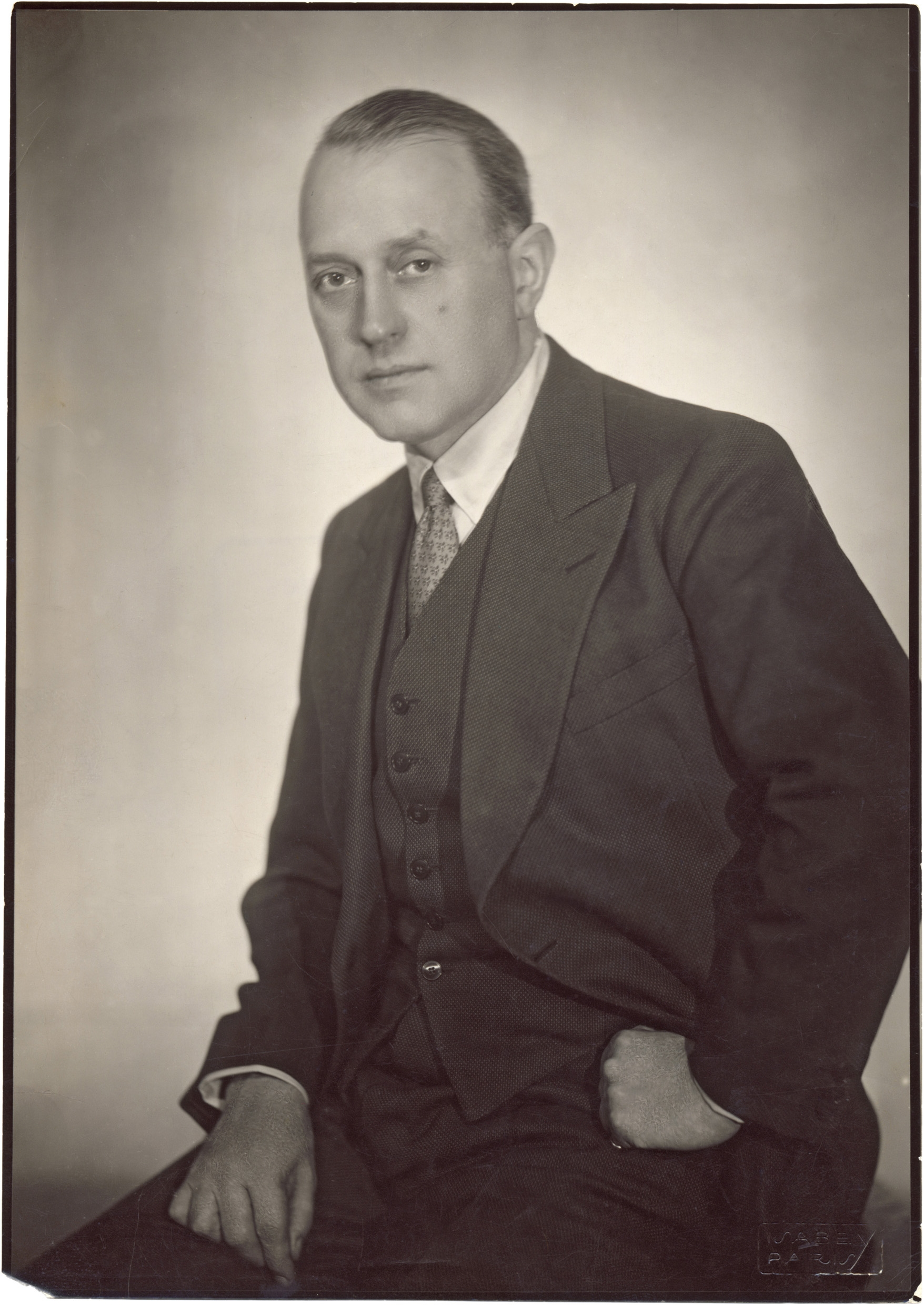
Rolf de Maré

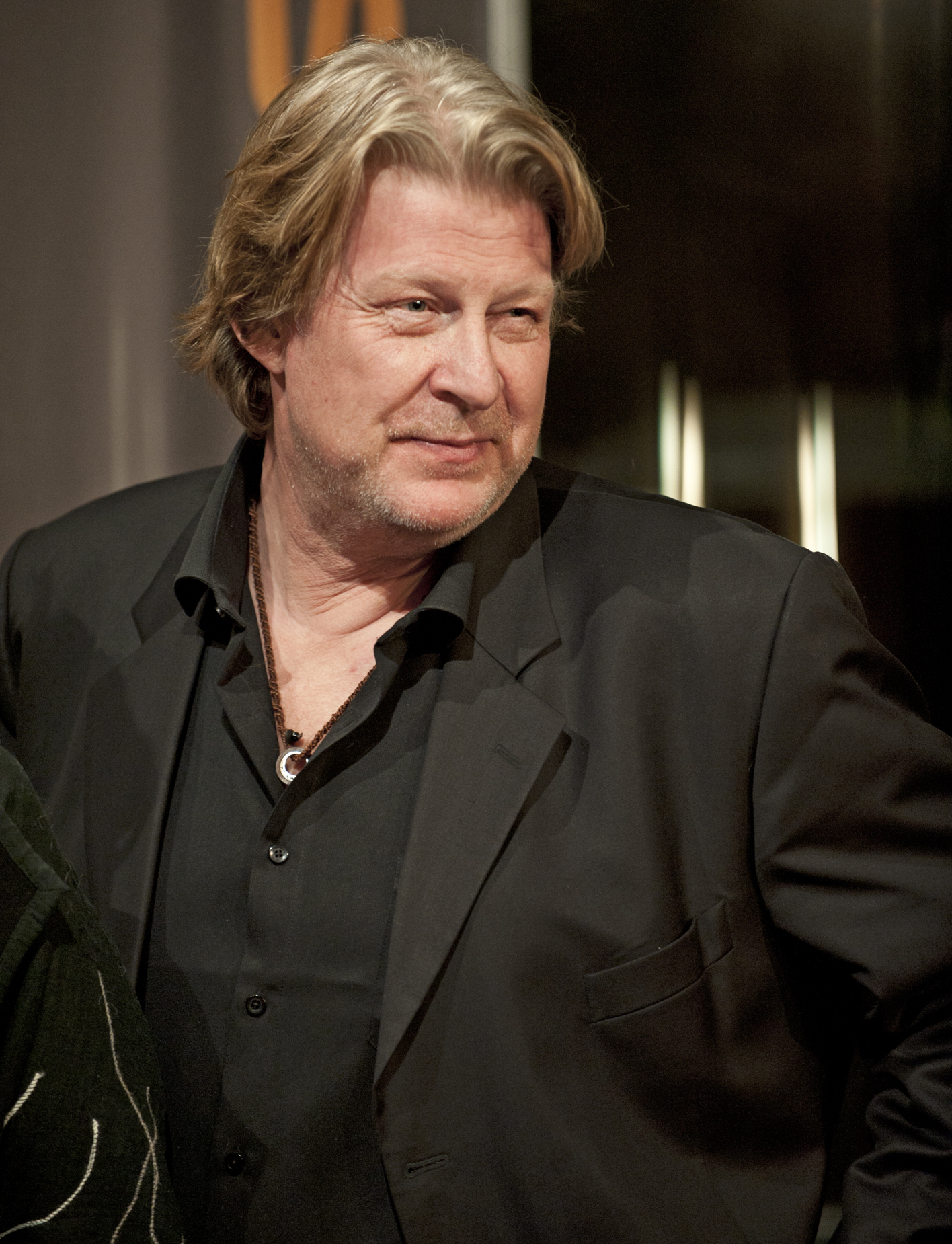
Rolf Lassgård

- Rolf de Heer, regista, sceneggiatore e produttore cinematografico australiano
- Rolf de Maré, imprenditore svedese
- Rolf Groven, pittore norvegese
- Rolf Gutbrod, architetto e accademico tedesco
- Rolf Hochhuth, scrittore, drammaturgo e sceneggiatore tedesco
- Rolf Kanies, attore tedesco
- Rolf Koster, attore olandese
- Rolf Lassgård, attore svedese
- Rolf Lederbogen, illustratore tedesco
- Rolf Rendtorff, teologo tedesco
- Rolf Schimpf, attore tedesco
- Rolf Sievert, fisico svedese
- Rolf Steiner, mercenario tedesco
- Rolf Zinkernagel, immunolgo e docente svizzero

### Variante Rolv
- Rolv Wesenlund, attore, musicista e conduttore televisivo norvegese

### Variante Hrólfr
- Hrólfr Gautreksson, leggendario re dei Geati
- Hrólfr Kraki, leggendario re danese

### Variante Rollo
- Rollo Carpenter, informatico britannico
- Rollo May, psicologo statunitense
- Rollo Weeks, attore britannico

## Il nome nelle arti
- Rolv è un personaggio del romanzo di Walter Moers Rumo e i prodigi nell'oscurità.